# Nabeshima Mitsushige

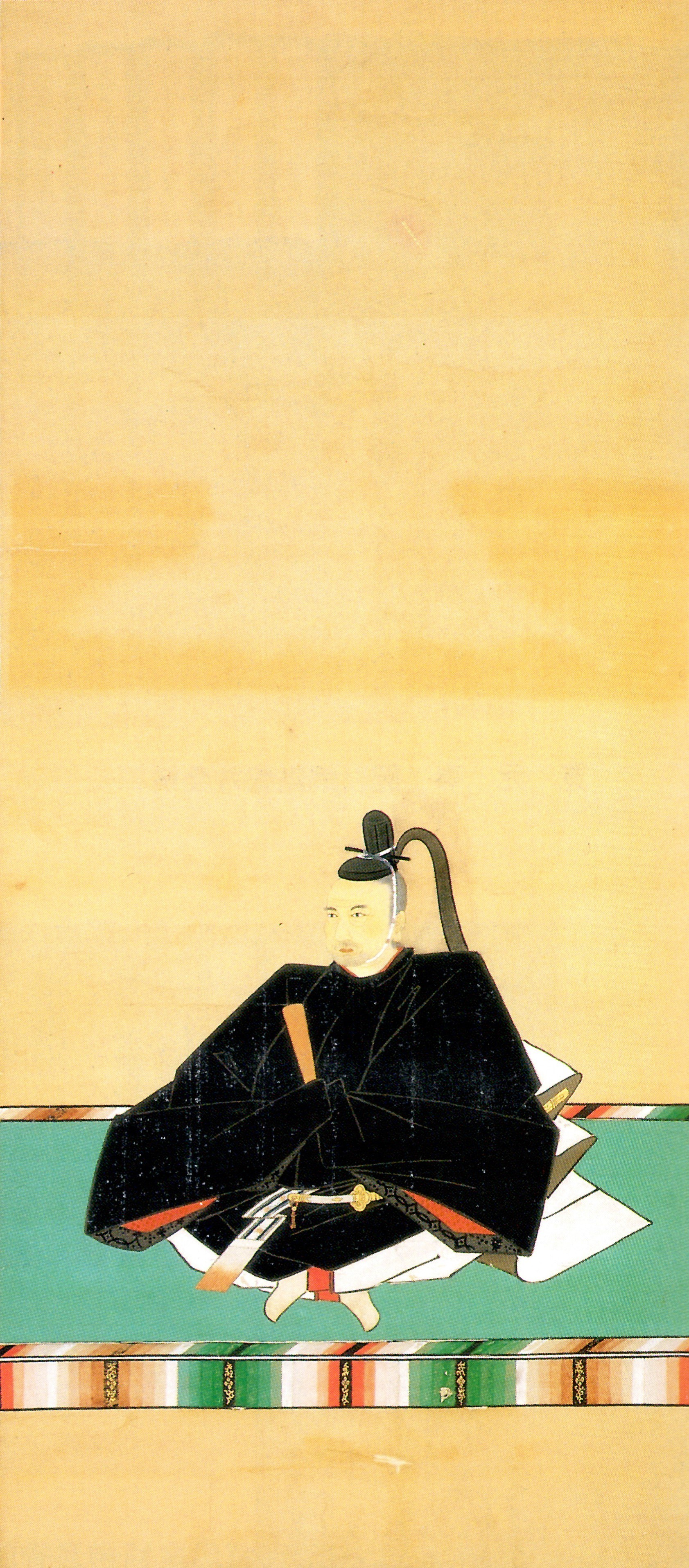
Retrato de Nabeshima Mitsushige.

Nabeshima Mitsushige (鍋島光茂) (1632-1700), tercer daimyō del clan Nabeshima durante el período Edo, en la provincia de Hizen. Es conocido por la eliminación en el año 1660 del seppuku, suicidio ritual, en su feudo. Fue debido a esto por lo que su vasallo más famoso, Yamamoto Tsunetomo, no pudo optar por el suicidio tras la muerte de Nabeshima Mitsushige, y decidió retirarse a un monasterio budista en el que escribió el Hagakure, obra por la que es conocido.